# Sociétés et jeunesses en difficulté
Sociétés et jeunesses en difficulté est une revue scientifique semestrielle qui s’intéresse aux enfants et aux jeunes dits « en difficulté » sociale ou familiale, à l’adresse desquels les sociétés mettent en place des dispositifs de protection et d’éducation, voire de soins spécifiques.
La revue présente des articles relatifs à ces populations, à leur catégorisation, aux problèmes sociaux et/ou psychologiques auxquels elles sont réputées être confrontées. Elle traite également des pratiques professionnelles, des dispositifs institutionnels et des politiques publiques s’adressant à ces populations, à leur famille, à leur environnement.
Revue scientifique à comité de lecture, Sociétés et jeunesses en difficulté s’efforce de promouvoir dans ce champ de recherche la pluralité des disciplines d'approche et le développement de perspectives pluridisciplinaires, voire interdisciplinaires, ainsi que la connaissance de travaux issus d'autres pays et le développement d'une perspective comparative internationale.
Elle se donne pour objectif de contribuer à la visibilité et à la structuration du champ en offrant aux chercheurs qui s'y intéressent - et notamment aux professionnels menant des travaux de recherche - un support de publication reconnu par le milieu scientifique. Elle vise aussi à offrir aux professionnels de la protection de l'enfance et de la jeunesse, et à leurs partenaires, un meilleur accès à des travaux de recherche susceptibles d'informer et orienter leurs pratiques.
La revue est éditée par le Centre national de formation et d’études de la Protection judiciaire de la jeunesse de Vaucresson (CNFE-PJJ, ministère de la Justice).
La revue est disponible en texte intégral sur le portail OpenEdition Journals ; elle est propulsée par le CMS libre Lodel.